# 若瑟·斯禮皮
若瑟·斯禮皮 （烏克蘭語：Йосиф Сліпий；1893年2月17日—1984年9月7日）是烏克蘭籍烏克蘭希臘禮天主教會大總主教及樞機及首任烏克蘭希臘禮天主教加利奇大總主教。

## 生平
若瑟·斯禮皮出生於1893年2月17日，在奧匈帝國屬下的加利西亞及洛多梅里亞王國小鎮扎茲德里斯季 。他完成於利沃夫希臘禮天主教神學院和奧地利的因斯布魯克大學學業後，於1917年6月30日晉鐸。1920年至1922年，他分別在羅馬宗座東方神學研究所、宗座聖多默宗徒大學和宗座額我略大學進修。最後，他回到了已經屬於波蘭第二共和國的利沃夫。
於1922年，斯禮皮經過短暫的牧靈工作後，擔任利沃夫聖神修院的教義神學教授。1926年，升任神學院院長，並積極參與神學院的發展。1923年，他建立了神學學會。1929年4月14日，斯禮皮成為利沃夫神學院（烏克蘭天主教大學的前身）的第一任校長。1926年，斯禮皮成為利沃夫國家博物館監事會成員，並於1931年成為烏克蘭天主教聯盟副主席。

### 晉牧與遭蘇聯關押
1939年12月22日，斯禮皮被時任教宗庇護十二世任命為利沃夫助理都主教。由於，當時蘇聯崛起，導致的政治局勢，利夫都主教安德略·蕭普提斯基對此任命做了保密。
1941年6月30日，斯禮皮公開支持烏克蘭的獨立國家宣言，希望可以逸離蘇聯。1944年11月1日，隨安德略·蕭普提斯基的離世，斯禮皮繼任為烏克蘭希臘天主教會都主教。
1945年，在蘇聯軍隊佔領利沃夫後，蘇聯為了除去天主教的勢力，將斯禮皮及其他主教以與納粹政權合作為由捕捉，並分別移監到利沃夫、基輔和莫斯科等。後來，法院判處他要在西伯利亞古拉格進行八年勞改。
1946年3月9日，蘇聯政權強迫216名神職人員在聖喬治主教座堂裡，連著兩天舉行了所謂的利沃夫主教會議。會議最後決定，撤銷在1596年的布熱斯科教會聯合決議。烏克蘭禮天主教會被迫斷絕與教宗共融，並「回到」俄羅斯正教會。
由於，斯禮皮拒絕改宗正教會。因此，分別在1953年、1957年和1962年不斷被判刑。最後，在西伯利亞和莫爾多維亞的勞改營服刑了18年。1957年，被時任教宗庇護十二世寄給斯禮皮一封祝賀他晉牧40周年賀函。卻被沒收，斯禮皮還因此被加判七年監禁。

### 獲釋與升任大總主教
1963年1月23日，被時任教宗若望二十三世和美國總統肯尼迪的施壓下，赫魯雪夫政府釋放了斯禮皮。並得以在1963年2月9日抵達羅馬，參加梵蒂岡第二屆大公會議。
從1963年開始，許多烏克蘭主教請求教宗保祿六世任命斯禮皮為宗主教，但遭到拒絕。取而代之的是在1963年12月23日，保祿六世設立了利夫大總主教一職，並任命斯禮皮擔任第一任大總主教。